# Ness City, Kansas
Ness City là một thành phố thuộc quận Ness, tiểu bang Kansas, Hoa Kỳ. Năm 2010, dân số của xã này là 1449 người.

## Dân số
Dân số các năm:
- Năm 2000: 1534 người
- Năm 2010: 1449 người